# Maciej Tubis
Maciej Tubis (ur. 7 lipca 1983 w Łodzi) – polski pianista jazzowy, absolwent Łódzkiej Akademii Muzycznej.

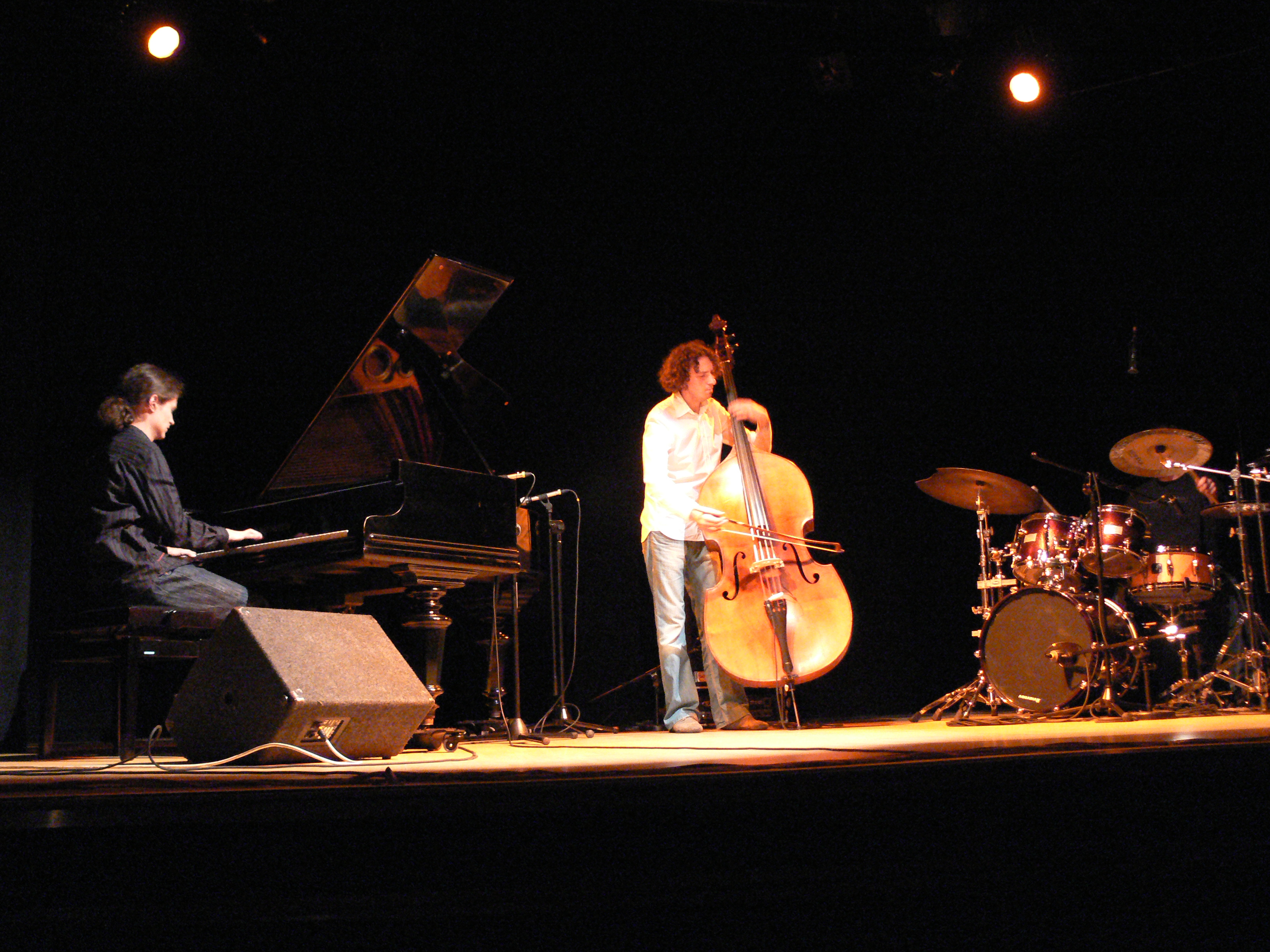
TubisTrio podczas koncertu

W czerwcu 2008 roku Maciej Tubis otrzymał nagrodę Prezydenta Miasta Łodzi dla najlepszego łódzkiego jazzmana. Z innych ważnych nagród należy wymienić nagrodę TVP2 za kompozycję „Spełnienie” z 2006, oraz nagrody na konkursach pianistów jazzowych w Warszawie. Wykłada improwizację jazzową na Łódzkiej Akademii Muzycznej oraz w ZSM im. S. Moniuszki w Łodzi na wydziale jazzu.

## Życiorys
Ukończył z wyróżnieniem Akademię Muzyczną im. Grażyny i Kiejstuta Bacewiczów w klasie fortepianu profesor Beaty Cywińskiej. Już jako uczeń szkoły muzycznej był uważany za obiecującego klasycznego pianistę. Brał udział w wielu konkursach wykonawczych: na Konkursie Kameralnym w Toruniu i Ogólnopolskim Konkursie Szkół Muzycznych II st. w Łodzi zdobył wyróżnienie, podczas Konkursu Chopinowskiego dla młodych pianistów dostał się do finału, a Konkurs Interpretacji Muzyki Francuskiej przyniósł mu V nagrodę w kategorii kameralnej. W wieku 14 lat zagrał koncert J.S. Bacha z orkiestrą ZSM im. Stanisława Moniuszki w Łodzi.
Nie przeszkodziło mu to jednak w rozwijaniu zainteresowań jazzem. Dwa razy brał udział w Warsztatach Jazzowych w Chodzieży. Kształcił się także uczęszczając na lekcje improwizacji i big bandu. Za swoje najważniejsze osiągnięcia uznaje zdobycie II nagrody na Konkursie Pianistów Jazzowych w Warszawie jesienią 2004 roku oraz wyróżnienie przyznane przez TVP2 w programie „Dolina Kreatywna, czyli czego szuka młoda sztuka” za kompozycję Spełnienie w 2007. W maju 2007 otrzymał nagrodę specjalną na Konkursie Pianistów Rozrywkowych, który odbył się w studio im. A. Osieckiej w radiowej Trójce. 6 czerwca 2008 dostał natomiast Nagrodę Prezydenta Miasta Łodzi dla najlepszego łódzkiego Jazzmana 2007 podczas gali wręczenia Grand Prix Jazz Melomani w Teatrze Wielkim. Ponadto brał udział w finałach m.in. w Międzynarodowym Konkursie Młodych i Debiutujących Zespołów Jazzowych Jazz Juniors (2002, 2004) i Bielskiej Zadymce Jazzowej (2004).
Maciej Tubis koncertował w wielu jazzowych klubach na terenie całego kraju, ma na swoim koncie również recitale w rozgłośniach radiowych. Inspiruje się twórczością Arvo Pärta, muzyką minimalistyczną, skandynawskim jazzem, ale także każdą muzyką, która wypływa prosto z duszy, a to czuć od razu.
W kwietniu tego roku odbył się duży koncert w Sali koncertowej Filharmonii Łódzkiej. Muzyka zarejestrowana podczas tego koncertu została wydana w listopadzie 2007 roku na pierwszym debiutanckim albumie „Spełnienie…”.
W maju skomponował muzykę do dokumentu o rzeźbach „Przestrzeń nieograniczona” łódzkiej artystki Anny Frąckowicz, oraz do etiudy filmowej „Powrót” studenta Paula Latałło.
Od września 2007 roku współpracuje z zespołem wokalistki jazzowej Karoliny Glazer.
Obecnie jego trio tworzy Marcin Lamch – kontrabasista z Częstochowy współpracujący m.in. z Anitą Lipnicką i Johnem Porterem oraz Przemek Pacan – perkusista z Radmoska współpracujący m.in. z Urszulą Dudziak.
Skomponował muzykę na orkiestrę kameralną, z którą odbyły się koncerty w Zgierzu i Łodzi. Koncert jest zarejestrowany i prawdopodobnie zostanie wydany.

## Dyskografia

### Płyty autorskie
jako Maciej Tubis:
- Spełnienie... (2007; Tubis, Delong, Wiater, Waluchowski)
- Live In Filharmonia Łódzka (2009; Tubis, Polish String Orchestra)

jako Tubis Trio:
- Live In Luxembourg (2009; Tubis, Pacan, Lamch)

### Gościnnie
- Normal (2009; Karolina Glazer – autorska płyta wokalistki jazzowej)

## Nagrody
- II nagroda w Konkursie Pianistów Jazzowych w Warszawie[1].
- Nagroda specjalna na Konkursie Pianistów Rozrywkowych, który odbył się w studio im. A. Osieckiej w radiowej Trójce.
- Nagroda Prezydenta Miasta Łodzi dla najlepszego łódzkiego Jazzmana 2007.

## Odznaczenia
- 2024 - Brązowy medal „Zasłużony Kulturze Gloria Artis”[2]